# Vittaria semipellucida
Vittaria semipellucida är en kantbräkenväxtart som beskrevs av Georg Hans Emmo Wolfgang Hieronymus. Vittaria semipellucida ingår i släktet Vittaria och familjen Pteridaceae. Inga underarter finns listade.